# أحمد صقر
أحمد صقر (1300- 1360 هـ/ 1883- 1941 م) من رواد التعليم في الحجاز في القرن الرابع عشر الهجري.

## سيرته
ولد أحمد مصطفى محمد صقر في المدينة المنورة، عام 1300هـ/ 1883م، درَّس في المسجد النبوي وفي المدرسة الناصرية، ثم عُيِّن معاونًا لمديرها محمود الحمصي، وفي عام 1350هـ عُيِّن مديرًا لها، وضُمَّت إليه معتمدية المعارف، وظلَّ يشغل هذا المنصب حتى وفاته عام 1360هـ/ 1941م.